# Бинондо
Бинондо (кит. 岷倫洛; пиньинь Mínlúnluò; пэвэдзи Bîn-lûn-lo̍h) — район в Маниле, который называют китайским кварталом города. Это старейший китайский квартал в мире, основанный в 1594 году испанцами как поселение неподалёку от Интрамуроса через реку Пасиг для китайцев-католиков. Бинондо является центром коммерции и торговли Манилы, где процветают все виды бизнеса филиппинских китайцев.
Среди известных жителей — святой Лоренсо Руис, филиппинский первомученик, и досточтимая мать Игнасия дель Эспириту Санто, основательница Религиозной Конгрегации Девы Марии.

## Этимология
Было выдвинуто множество теорий о происхождении названия «Бинондо» и «Тондо», соседнего с ним района. Филиппинский писатель Ник Хоакин предположил, что названия могли быть получены из архаичного написания тагальского слова «binondoc» (в современной орфографии binundók), означающего «горный», имея в виду изначально холмистую местность Бинондо. Французский лингвист Жан-Поль Поте, однако, предположил, что мангровая река, которая в то время называлась «тундок» («тиндук-тиндукан» сегодня), является наиболее вероятным источником этого топонима, с префиксом «Би-», указывающим на расположение Бинондо относительно Тондо.

## История

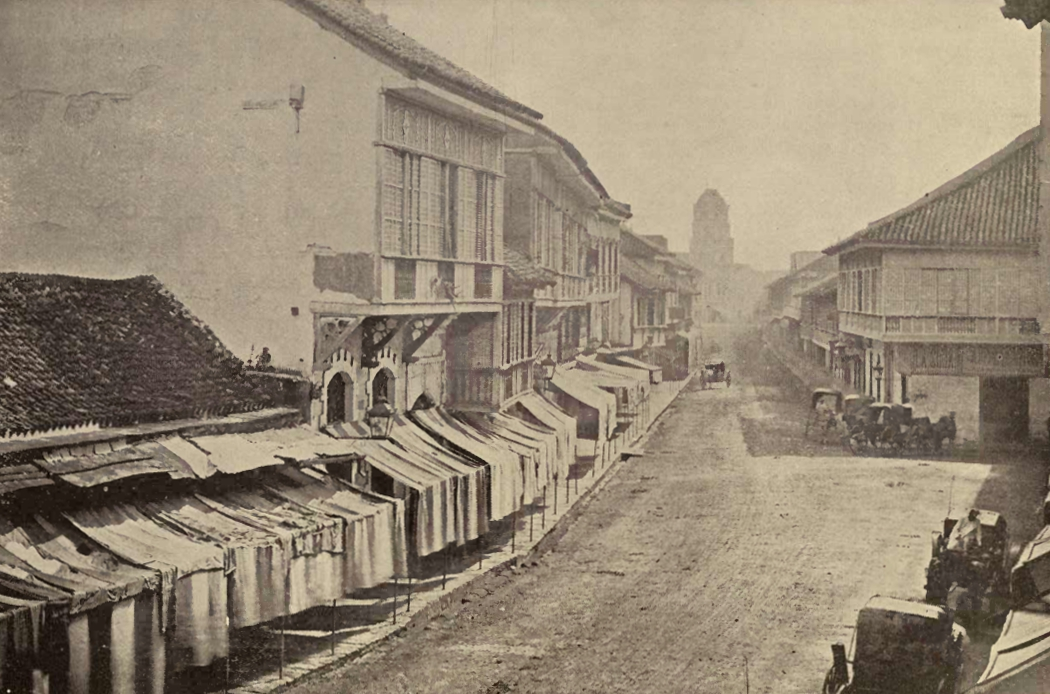
Эскольта, прозванная «Бродвеем Манилы» (около 1899 г.)

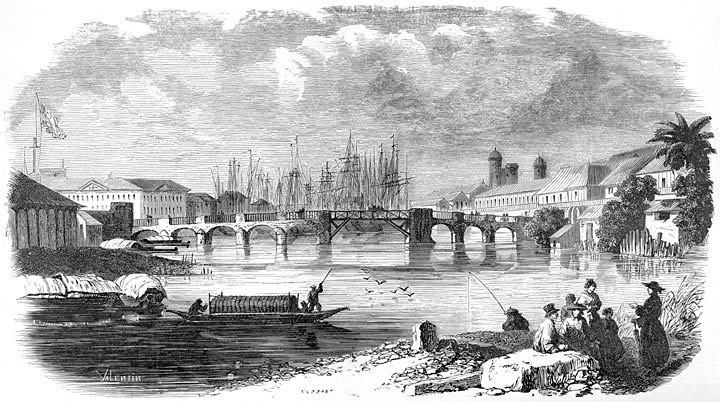
Мост Бинондока в Маниле, начало XIX века. Оригинальная подпись: Pont de Binondoc à Manille. Из "Aventures d’un Gentilhomme Breton aux iles Philippines " (1855) Поля де ла Жироньера.

Калье Росарио (современная улица К. Паредес), 1915 год.

Бинондо был основан в 1594 году испанским губернатором Луисом Пересом Дасмариньясом как постоянное поселение для китайских иммигрантов (испанцы называли их китайцами сангли), принявших католицизм. Он располагался на противоположном берегу реки от окруженного стеной города Интрамурос, где поселились испанцы. Первоначально он предназначался для расселения жителей Париана возле Интрамуроса, где изначально жили китайцы. Испанцы предоставили территорию Бинондо группе китайских купцов и ремесленников на неограниченный срок с ограниченными привилегиями самоуправления.
Испанские отцы-доминиканцы сделали Бинондо своим приходом и сумели обратить многих его жителей в католицизм. Вскоре Бинондо стал местом, где китайские иммигранты вступали в браки с филиппинскими женщинами из числа коренных народов, от которых произошли китайские метисы. С годами китайское смешанное население Бинондо быстро выросло. Это было вызвано главным образом отсутствием женщин из Китая и политикой испанских властей по изгнанию или убийству (в ходе конфликтов) китайских иммигрантов, отказавшихся обратиться в католическую веру.
В 1603 году произошло китайское восстание под предводительством Хуана Сунтая, богатого китайца-католика.  Восстание произошло сразу после визита в Манилу трех официальных представителей Китая. Это побудило испанцев сделать вывод о готовящемся вторжении из Китая. В то время местные китайцы численно превосходили испанцев в двадцать раз, и испанские власти опасались, что они присоединятся к силам вторжения. Мятеж был подавлен объединёнными испанскими и филиппинскими силами во главе с Луисом Пересом Дасмариньясом. После этого большинство из 20 000 китайцев, составлявших общину Бинондо, были убиты. В 1605 году чиновник Фуцзяня выпустил письмо, в котором утверждалось, что китайцы, участвовавшие в восстании, недостойны защиты Китая, назвав их «осквернителями гробниц своих предков».
Во время непродолжительной британской оккупации Манилы, между 1762 и 1764 годами, Бинондо был поврежден при взятии города. Новый губернатор Манилы Доусонн Дрейк сформировал военный совет, который назвал «Двором Чоттри». В результате произвола англичан были арестованы нескольких жителей района.
Бинондо стал главным финансовым центром в Маниле для этнических китайцев, китайских метисов и испанских филиппинцев. Во время испанского колониального периода в районе Бинондо было построено много esteros (каналов), впадающих в реку Пасиг. Среди тех, кто венчался в исторической церкви Бинондо, был Андрес Бонифасио в 1895 году, ставший героем Филиппинской революции.
До Второй мировой войны Бинондо был центром банковского и финансового сообщества, в которое входили страховые компании, коммерческие банки и другие финансовые учреждения из Великобритании и США. Эти банки были расположены в основном вдоль улицы Эскольта, которую раньше называли «Филиппинской Уолл-Стрит».
После войны и связанных с ней разрушений, большинство предприятий начали переезжать в город Макати. Во время финансового кризиса начала 1980-х годов район носил прозвище «Центральный банк Бинондо», поскольку местные китайские бизнесмены вели массовую торговлю долларами США на чёрном рынке, что часто определяло национальный обменный курс песо к доллару. Учитывая его богатое историческое и финансовое значение, Бинондо имеет одни из самых высоких цен на недвижимость в стране.

## Достопримечательности
- Пласа Сан-Лоренсо Руис
- Церковь Бинондо
- Улица Эскольта

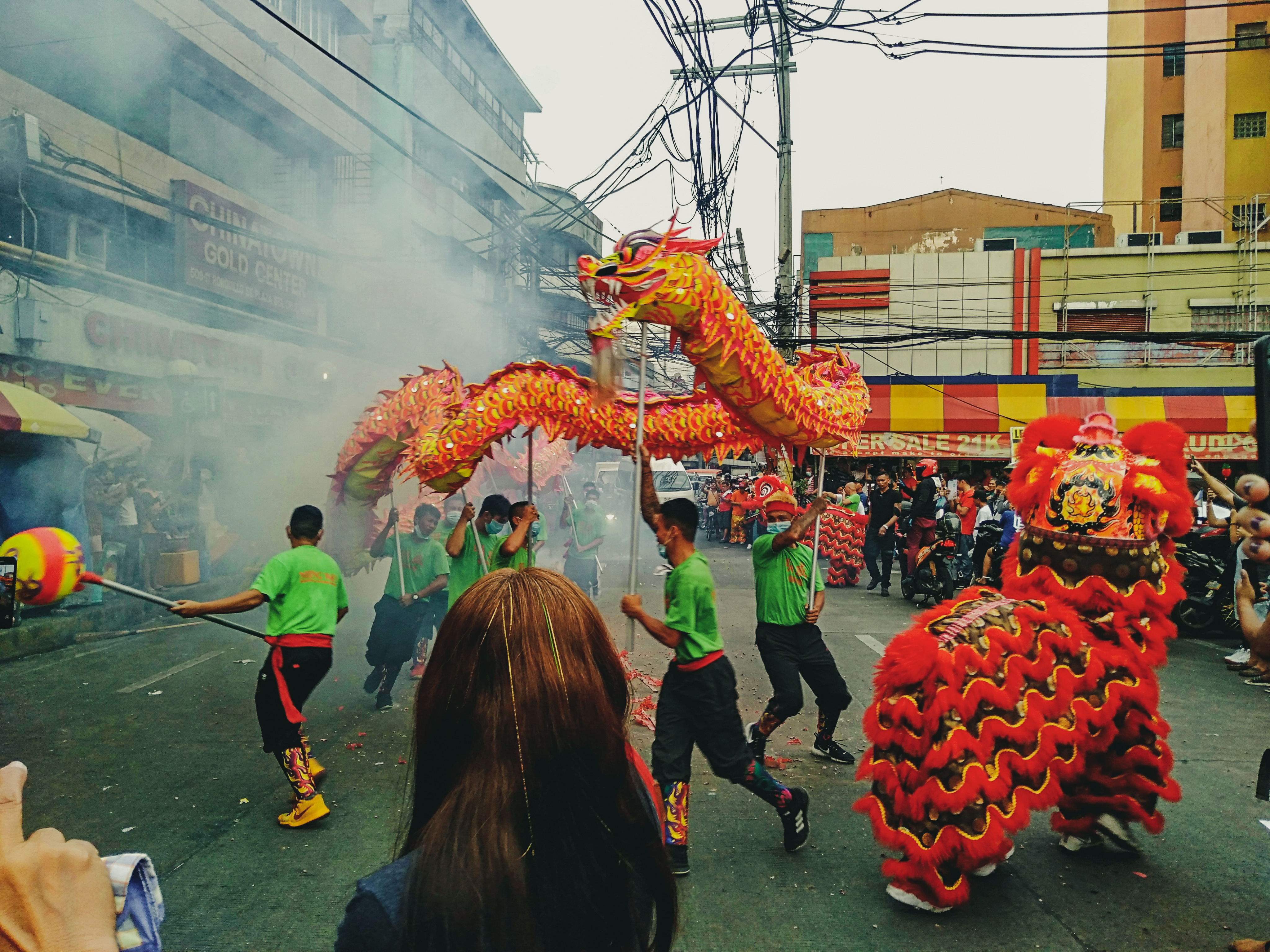
Празднование Китайского Нового Года в Бинондо (2020)

- Улица Онгпинь, на которой располагаются различные китайские предприятия и китайские коммерческие помещения/здания в этом районе. На улице Онгпинь находятся чайные, рестораны и киоски, где подают настоящие димсам и другие блюда китайской кухни. Таким образом, эта улица стала популярным гастрономическим и культурным центром. Местные жители и туристы отправляются в Binondo Food Crawl,[12] чтобы попробовать уличную еду на Онгпин.
- Lucky Chinatown Молл
- Арка Чайнатауна
- Мост Джонс-бридж

## В литературе
Бинондо несколько раз упоминается в романах доктора Хосе Рисаля, например, в Noli Me Tangere и El Filibusterismo.

## Галерея

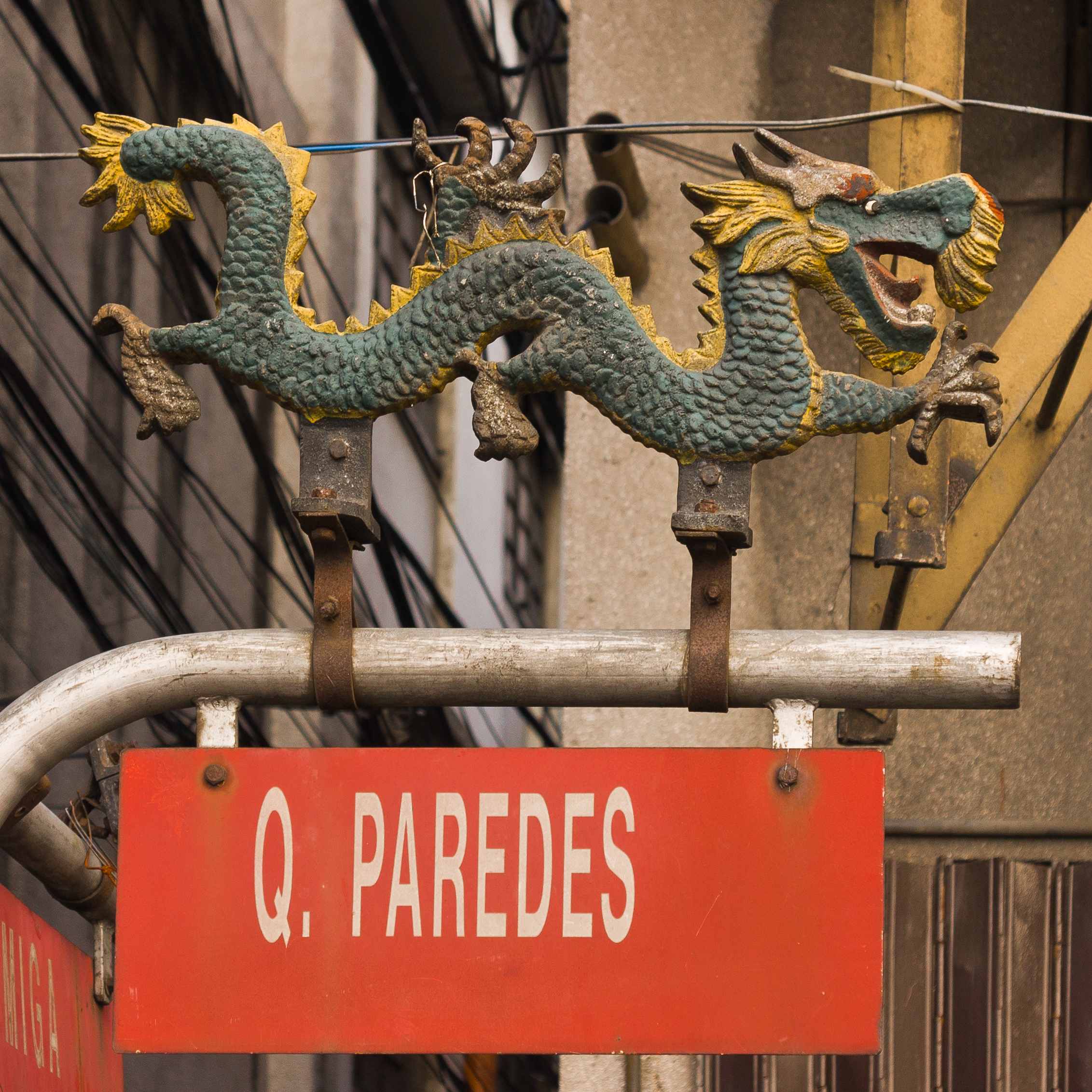
Уличный значок в Чайнатауне
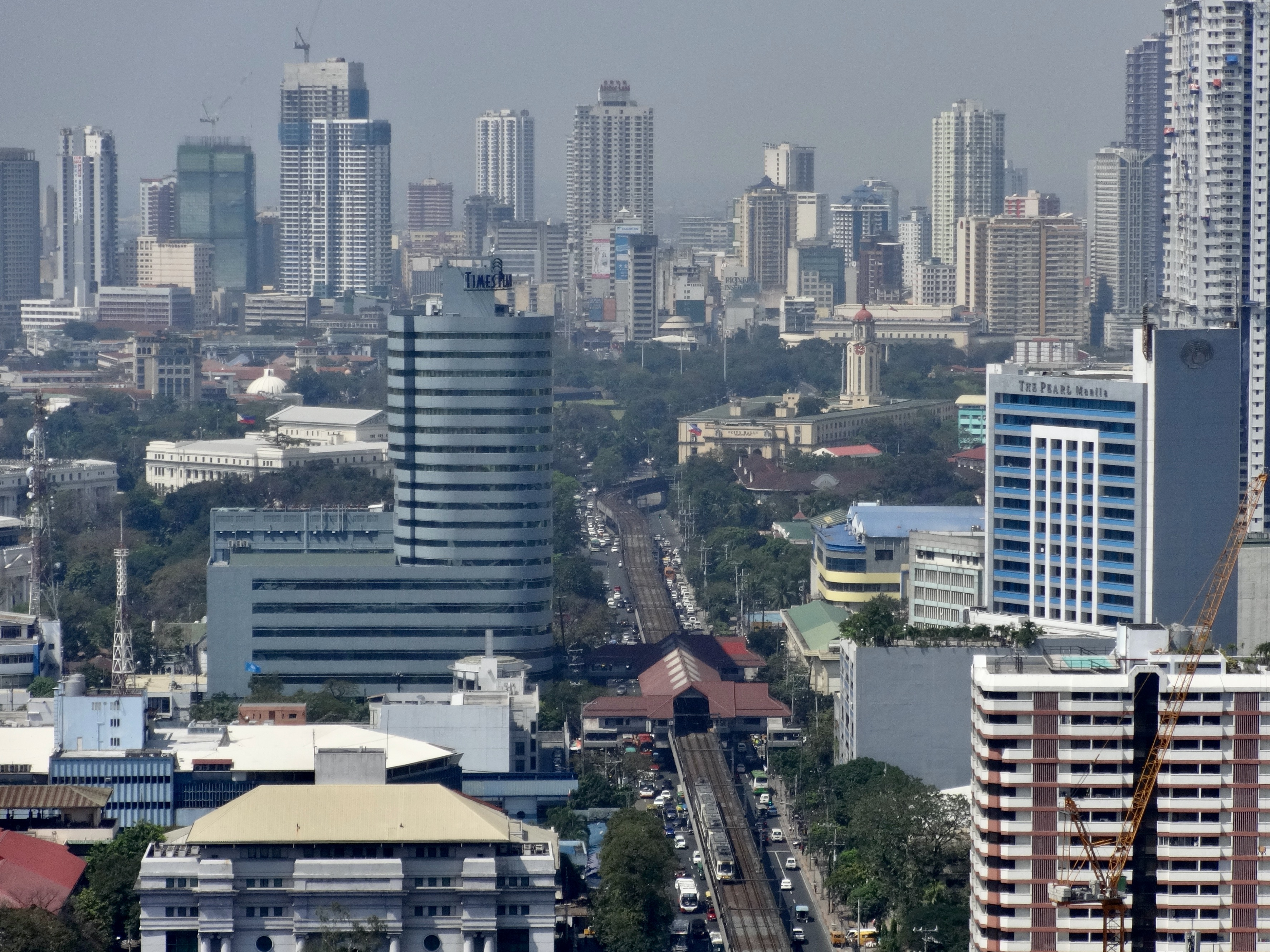
Бинондо, с ратушей Манилы и железнодорожной станцией.
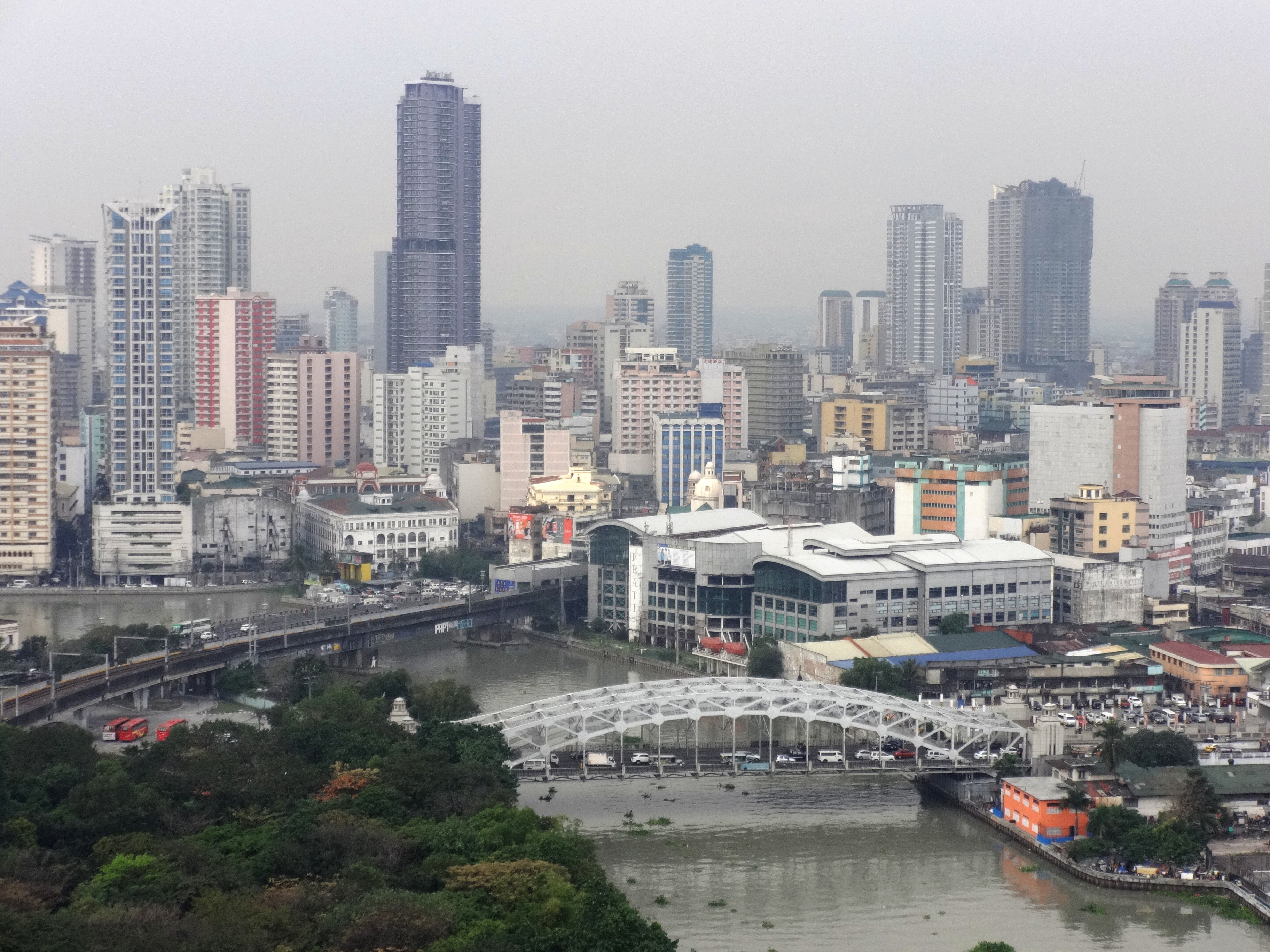
Бинондо, Киапо, река Пасиг и лесной парк Арросерос.
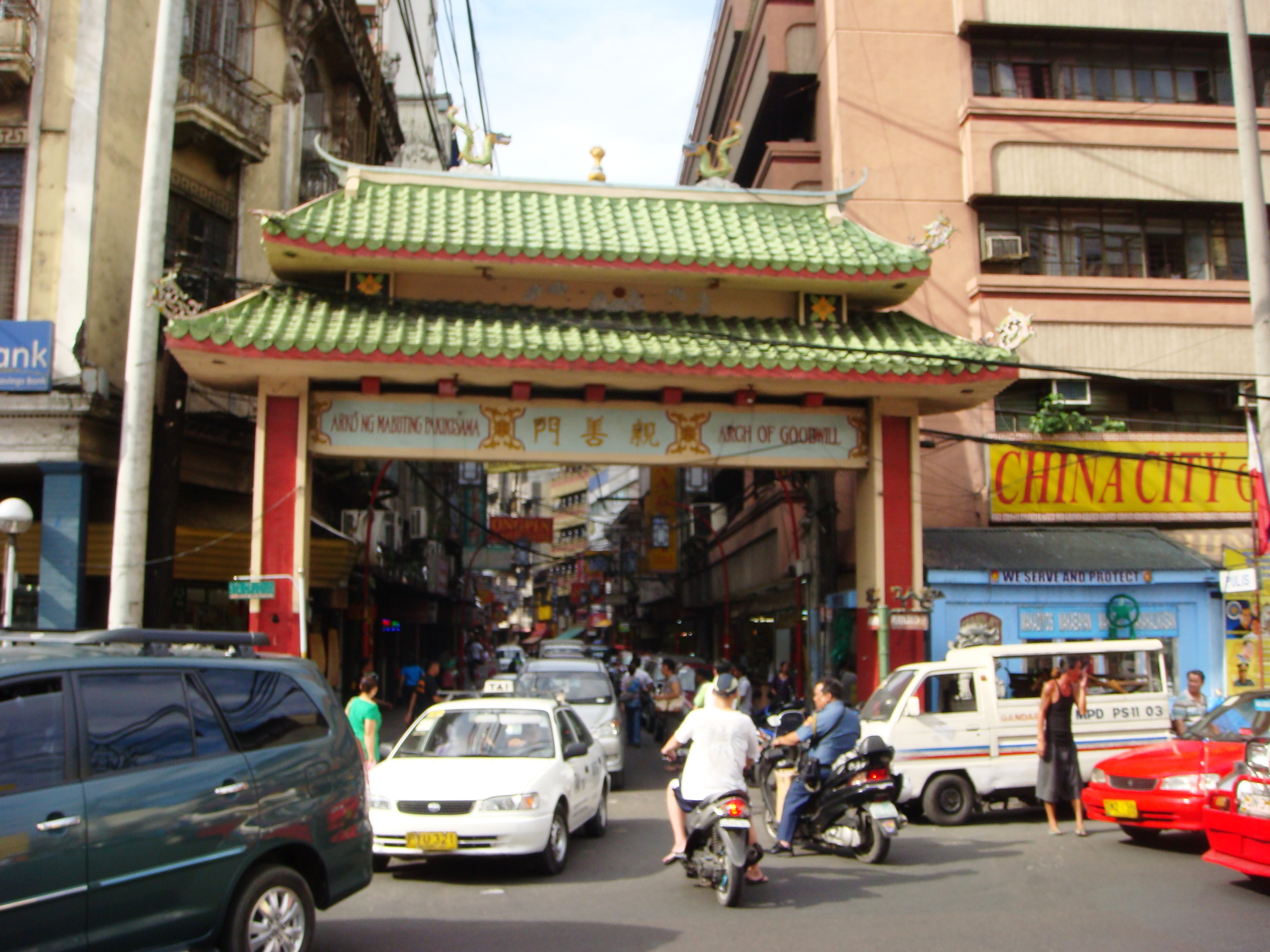
Китайский квартал (Пласа Санта-Крус), Третьи приветственные ворота (Арка доброй воли) на улицу Онгпин в сторону Бинондо.
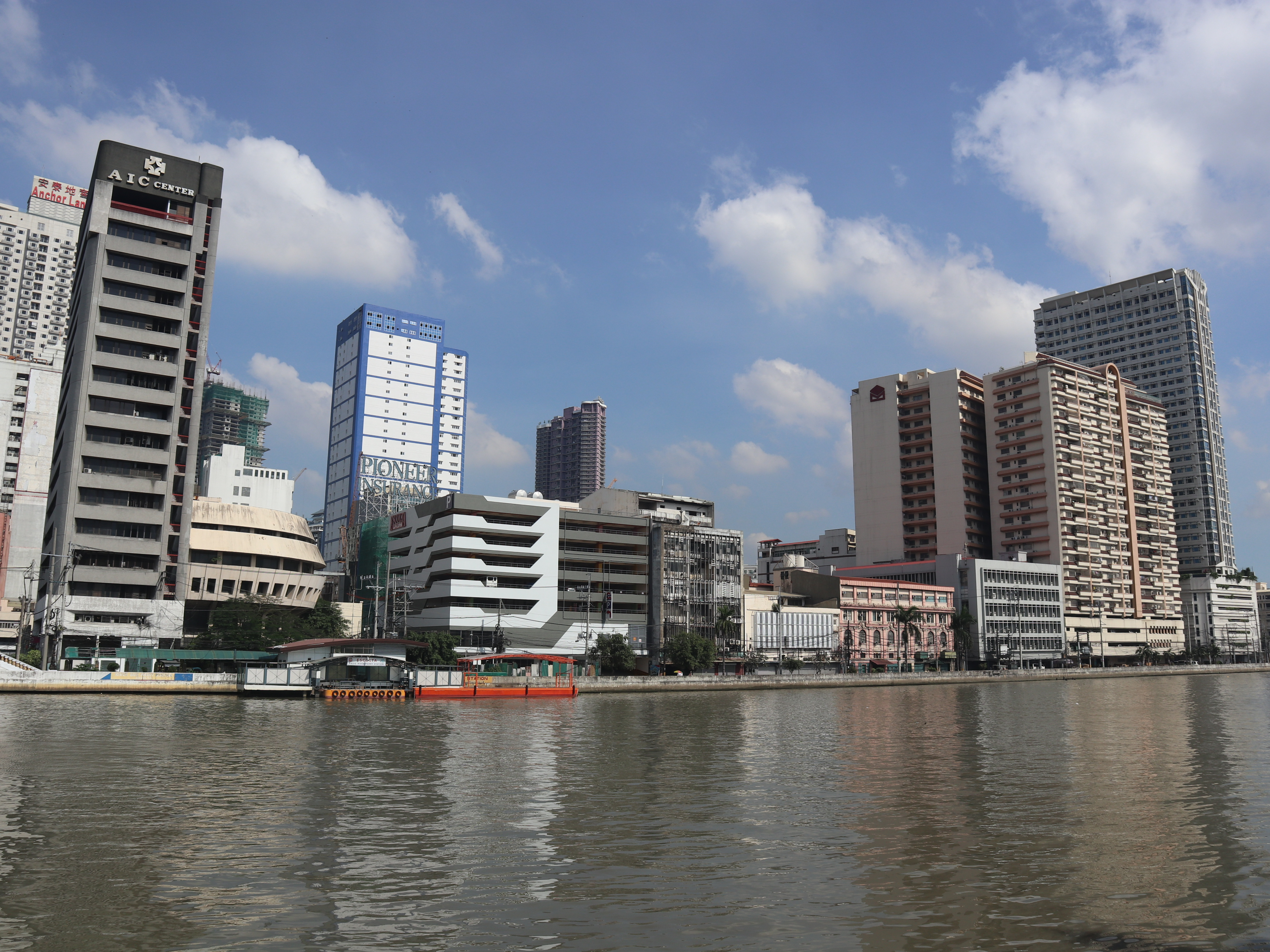
Здания вдоль реки Пасиг в Эскольте.
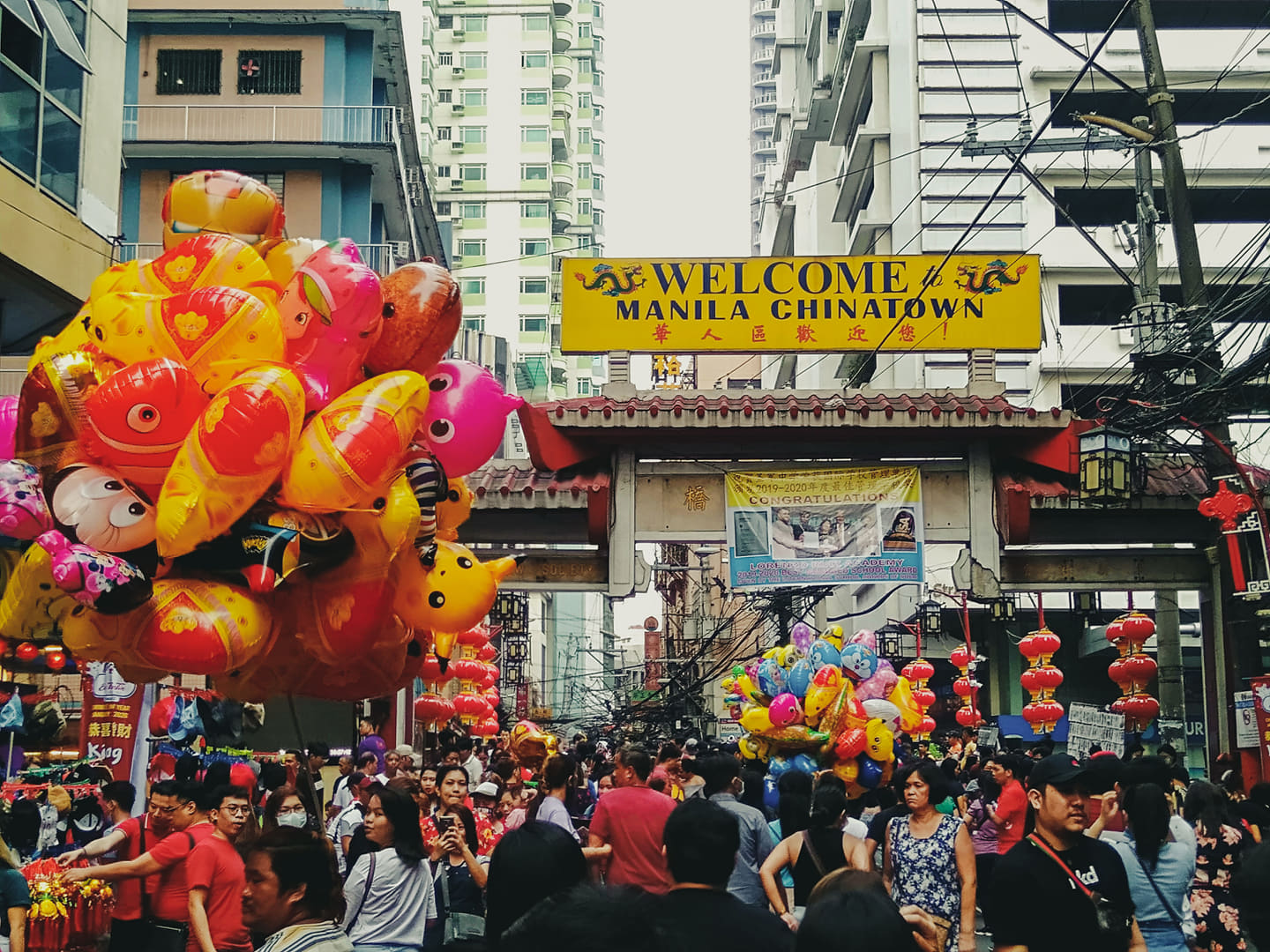
Приветственная арка китайского квартала Манилы во время китайского Нового года (2020)